# ماريا فرناندا نيل
ماريا فرناندا نيل (بالإسبانية: María Fernanda Neil)‏ هي عارضة ومغنية وممثلة أرجنتينية، ولدت في 19 أكتوبر 1982 في ركريو ‏ في الأرجنتين.

## وصلات خارجية
- ماريا فرناندا نيل على موقع IMDb (الإنجليزية)
- ماريا فرناندا نيل على موقع قاعدة بيانات الفيلم (الإنجليزية)
- ماريا فرناندا نيل على موقع كينوبويسك (الروسية)